# Kawichthys
Kawichthys es un género extinto de pez cartilaginoso simoriforme del Pensilvánico Superior (finales del Virgiliano, en el Carbonífero) hallado en los depósitos de Kansas, Estados Unidos. Kawichthys es conocido a partir de dos neurocráneos bien preservados en tres dimensiones: el holotipo KUVP 152144 el cual está asociado con algunos elementos postcraneales destrozados, mientras que el neurocráneo está parcialmente aplastado, y el paratipo KUVP 56340. Los fósiles fueron recuperados del Grupo Douglas, entre el Miembro Caliza Haskell y el sobrepuesto Esquisto Robbins de la Formación Stranger. Fue nombrado originalmente por Alan Pradel, Paul Tafforeau, John G. Maisey y Philippe Janvier en 2011 y la especie tipo es Kawichthys moodiei.